# Berenice I của Ai Cập
Berenice I (kh. 340 TCN-giữa 279-268 trước Công nguyên) là một phụ nữ quý tộc Hy Lạp Macedonia và thông qua cuộc hôn nhân với Ptolemaios I Soter, bà trở thành Vương hậu đầu tiên của triều đại Ptolemaios ở Ai Cập.

## Gia đình
Berenice có nguồn gốc từ Eordeaea. Bà là con gái của một nhà quý tộc địa phương ít tiếng tăm được gọi là Magas với vợ là Antigone. Ông ngoại của bà là một nhà quý tộc được gọi là Kassandros em trai của nhiếp chính Antipatros  và thông qua mẹ, bà có một mối quan hệ với gia đình của ông ta.

## Cuộc hôn nhân đầu tiên
Năm 325 trước Công nguyên, Berenice kết hôn với một nhà quý tộc địa phương ít tiếng tăm và là một sĩ quan quân đội tên là Philippos  Philippos trước đây đã kết hôn và có con riêng. Thông qua cuộc hôn nhân đầu tiên của mình, cô sinh cho Philippos: một con trai,vua Magas của Cyrene, và một con gái, Antigone, người đã kết hôn và là một trong những người vợ của vua Pyrros của Ipiros và một con gái của bà được gọi là Theoxena 
Magas đã khắc một dòng chữ tưởng nhớ cho mình và cha của ông, khi ông phục vụ như là một giáo sĩ của thần Apollo . Pyrros đã đặt tên một thành phố mới được gọi là Berenicis.

## Cuộc hôn nhân thứ hai với Ptolemaios

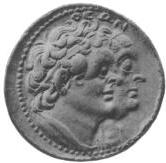
Head of Ptolemaios II and his mother Berenice I

Sau khi người chồng đầu tiên của bà mất, Berenice đã đến Ai Cập với con cái mình như là một người thị nữ cho người em họ của mẹ bà, Eurydice, vợ của Ptolemaios I. Ptolemaios I là một trong những vị tướng của vua Alexandros Đại đế và cũng là người sáng lập triều đại Ptolemaios của Ai Cập cổ đại. Berenice sinh cho Ptolemaios I: hai người con gái Arsinoe II của Ai Cập, Philotera và một con trai Ptolemaios II Philadelphos
Trong một thế vận hội Olympic không được biết rõ, bà là người đã chiến thắng trong cuộc đua xe ngựa. Ptolemaios II đã được chấp nhận là người kế vị của cha mình. Một hải cảng được xây dựng bên bờ Biển Đỏ và nó được đặt tên là Berenice. Sau khi bà qua đời, Ptolemaios II và sau đó là Ptolemaios IV Philopator sắc chiếu chỉ tôn vinh bà như một vị thần(Theocritus, Idylls xv và xvii..).